# Mebsuta
Mebsuta (aus arabisch مبسوطة, DMG mabsūṭa ‚Ausgestreckte‘) ist die Bezeichnung des Sterns ε Geminorum (Epsilon Geminorum, kurz ε Gem). Epsilon Geminorum hat eine scheinbare Helligkeit von +3,06 mag und ist ca. 900 Lichtjahre von der Erde entfernt. Der Spektraltyp von Mebsuta ist G8. Alternative Namen: Melboula, Melucta.
Mebsuta kann als ekliptiknaher Stern vom Mond und von Planeten bedeckt werden. Die letzte Bedeckung von Mebsuta durch einen Planeten erfolgte am 8. April 1976 durch den Planeten Mars und die vorletzte am 10. Juni 1940 durch den Planeten Merkur.